# Schwerdorff

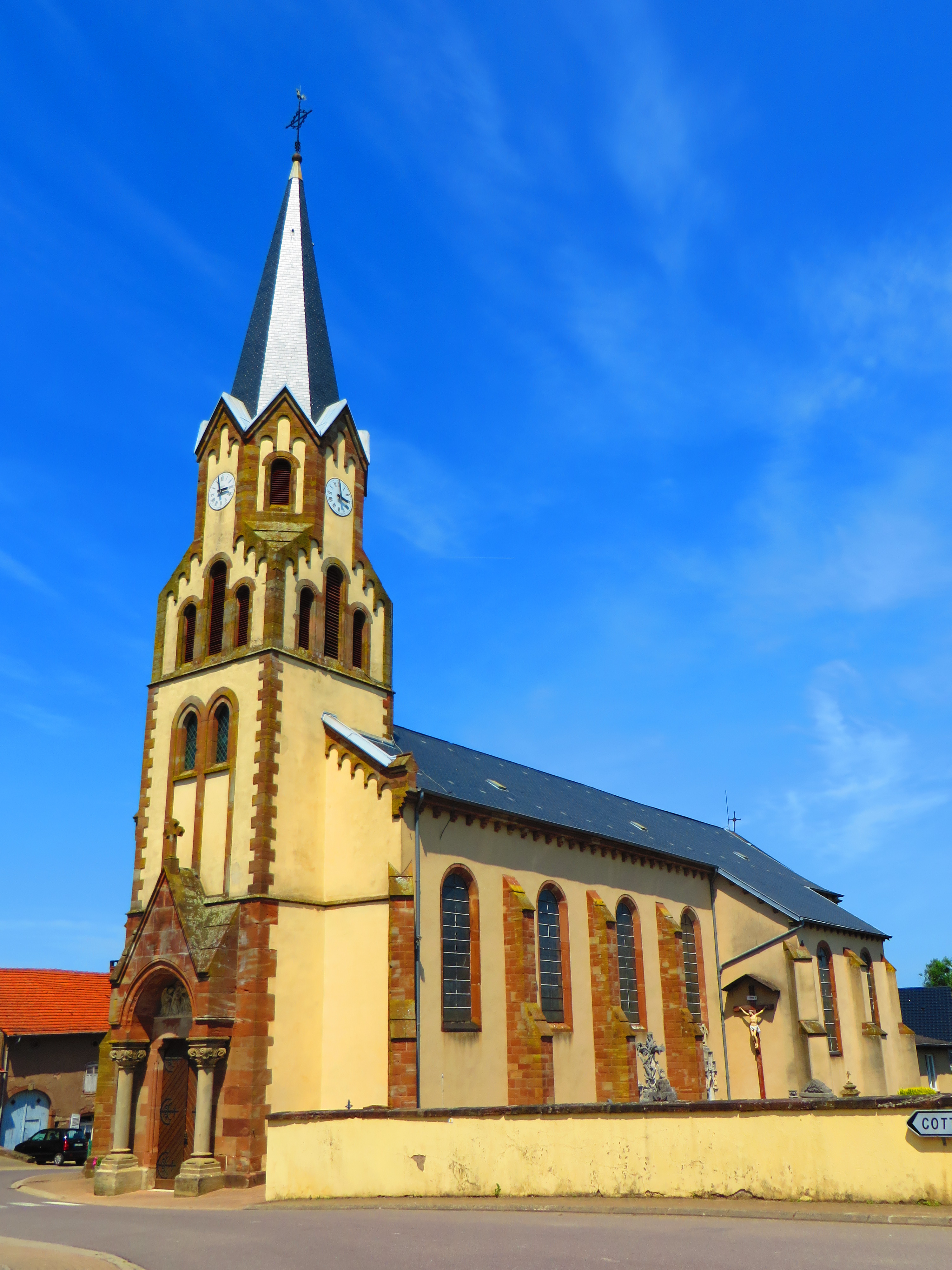
Pfarrkirche Mariä Himmelfahrt

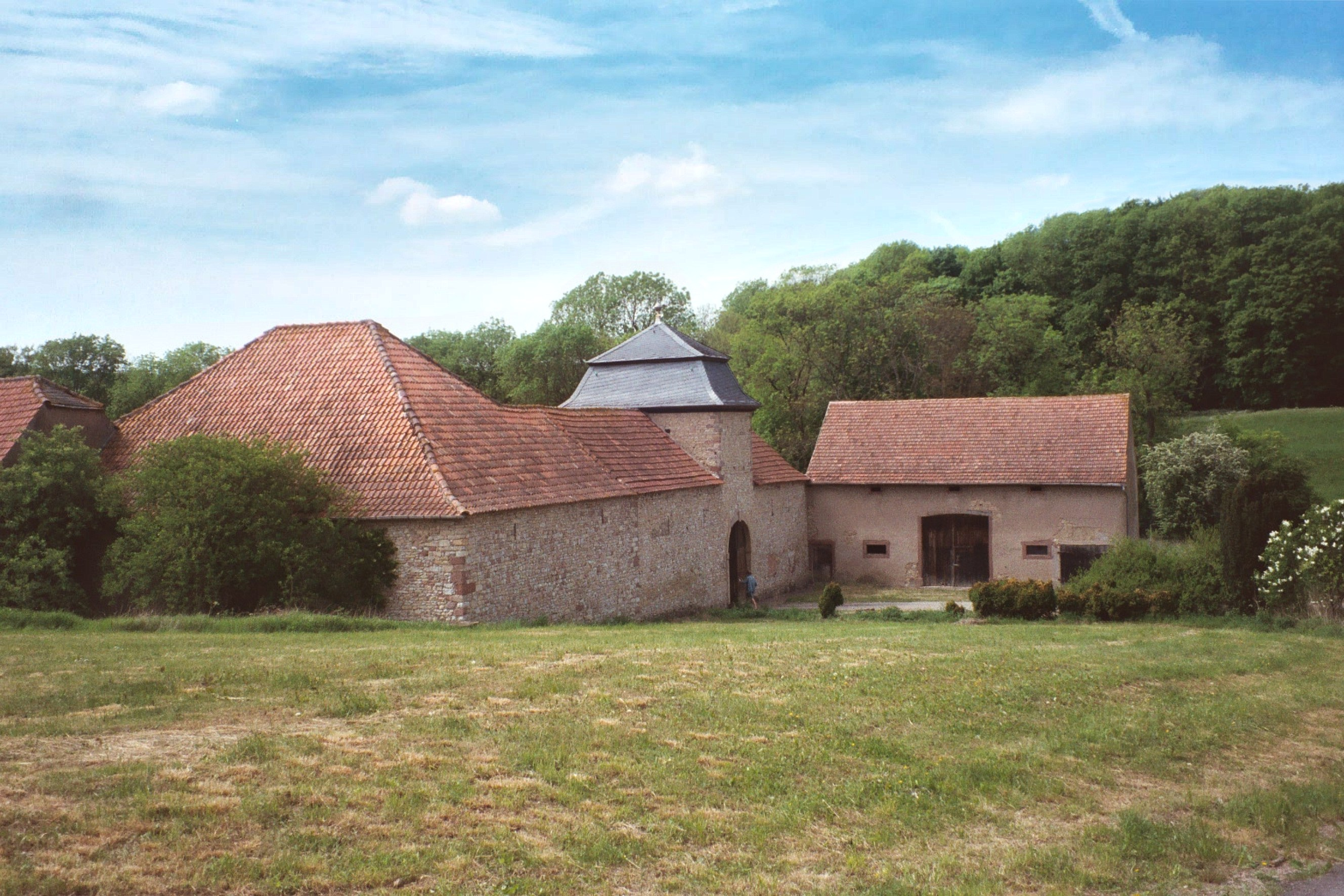
Burg Esch

Schwerdorff (deutsch Schwerdorf) ist eine französische Gemeinde mit 472 Einwohnern (Stand 1. Januar 2022) im Département Moselle in der Region Grand Est (bis 2015 Lothringen).

## Geographie
Die Gemeinde liegt in Lothringen, 46 Kilometer nordöstlich von Metz, 24 Kilometer nordnordöstlich von Boulay-Moselle (Bolchen) und neun Kilometer nördlich von Bouzonville (Busendorf) sowie dreißig Kilometer östlich von Thionville (Diedenhofen) und zehn Kilometer westlich von Dillingen/Saar an der Grenze zum Saarland. Die deutsche Nachbargemeinde ist Rehlingen-Siersburg, Ortsteil Fürweiler.
Zur Gemeinde gehören das Dorf Schwerdorff selbst sowie die beiden Weiler Cottendorff (Kottendorf) im Norden und Otzwiller (Otzweiler) im Osten, die Mühle Grafenthal und Burg Esch.

## Geschichte
Die Ortschaft gehörte früher zum Herzogtum Lothringen im Heiligen Römischen Reich und wurde 1766 von Frankreich annektiert. Im Zweiten Pariser Frieden von 1815 verblieb das Kirchspiel Schwerdorff bei Frankreich. Die Grenzkonvention zwischen Preußen und Frankreich legte 1829 die Grenzlinie fest. Preußen behielt den vormals zu Schwerdorff gehörenden Weiler Diersdorf bei Fürweiler. Eine Karte verzeichnet die Übergabe von Kottendorf, Burg Esch und Otzweiler von Preußen an Frankreich.
Durch den Frankfurter Frieden vom 10. Mai 1871 kam das Gebiet an das deutsche Reichsland Elsaß-Lothringen, und das Dorf wurde dem Kreis Bolchen im Bezirk Lothringen zugeordnet. Die Dorfbewohner betrieben Getreide-, Obst- und Gemüsebau.
Nach dem Ersten Weltkrieg musste die Region aufgrund der Bestimmungen des Versailler Vertrags 1919 an Frankreich abgetreten werden. Im Zweiten Weltkrieg war die Region von der deutschen Wehrmacht besetzt, und die Ortschaft stand bis 1944 unter deutscher Verwaltung.
Schwerdorff und Fürweiler waren durch eine Brücke verbunden, die im Zweiten Weltkrieg zerstört wurde. Der Wiederaufbau erfolgte erst im Jahr 1999 im Rahmen des Freundschaftsbrücken-Projekts.
Seit 1990 besteht eine Gemeindepartnerschaft mit dem benachbarten deutschen Oberesch.

### Bevölkerungsentwicklung
| Jahr      | 1962 | 1968 | 1975 | 1982 | 1990 | 1999 | 2007 | 2019 |
| --------- | ---- | ---- | ---- | ---- | ---- | ---- | ---- | ---- |
| Einwohner | 384  | 396  | 351  | 363  | 384  | 392  | 442  | 479  |

## Kultur
Cottendorff spielt die Hauptrolle im Dokumentarfilm „Grüße aus Cottendorf“ (D 2006, ca. 40 Min.) der Regisseurin Nikola Wyrwich, der im Jahr 2007 auf dem Filmfestival Max Ophüls Preis in Saarbrücken gezeigt wurde.
Das zu Schwerdorff gehörende Schloss Burg Esch ist der Schauplatz des Spielfilms Rokoko von Ulrike Pfeiffer.

## Pfarrkirche
Schwerdorff ist nachweislich bereits im 10. Jahrhundert eigenständige katholische Pfarrei. Der Ort tauchte auf einer Liste des von 931 bis 956 amtierenden Trierer Bischofs Ruotbert auf, die 74 Pfarreien benennt, die zur jährlichen Wallfahrt zu Ehren des Heiligen Liutwin nach Mettlach verpflichtet waren.
Die erste Pfarrkirche wurde wegen Baufälligkeit kurz nach dem Jahr 1749 abgerissen. Ein 1754 errichteter Neubau bot Platz für 612 Personen und besaß zwei Glocken, von denen eine im Jahre 1793 von Soldaten nach Saarlouis verbracht und dort zu einer Kanone umgegossen wurde. Erst 1835 war die Neuanschaffung einer zweiten, in Hettange-Grande gegossenen Glocke zum Preis von 900 Francs möglich. Dieser Betrag wurde durch Spenden aufgebracht, die Pfarrer Nicolas Hiéronimus (1803–1860, Amtszeit 1834–1860) von Haus zu Haus sammelte. Im März 1846 riss die ältere der beiden Glocken während des Läutens; im Juli desselben Jahres konnte sie neu gegossen und geweiht werden. Bereits im Oktober kam es erneut zu einem Riss derselben Glocke, so dass im März 1847 ein Neuguss erfolgte. Am 22. Dezember 1864 trat abermals ein Riss auf.
Kurz zuvor hatte man im Jahr 1861 beschlossen, die Kirche zu vergrößern, da sie inzwischen für die Gemeinde zu klein geworden war. Dazu wurden im Jahr 1865 Chor und Sakristei abgerissen, und am 25. Mai 1865 (Christi Himmelfahrt) wurde der Grundstein für den Neubau gelegt. Die behauenen Steine stammten aus den Steinbrüchen von Großhemmersdorf; außerdem wurden Steine des abgerissenen alten Chores wiederverwendet.
Von den beiden vorhandenen Glocken war bekanntlich eine gerissen; nur die kleinere war noch verwendbar. Am 16. April 1866 konnten endlich drei neue Glocken geweiht werden, wobei man aus Kostengründen die beiden vorhandenen Glocken hatte einschmelzen lassen.
Die Fliesen der Kirche stammen von Villeroy & Boch aus Mettlach und wurden vom 7. bis 16. Mai 1866 von Spezialisten der Keramikfabrik verlegt. Als am 24. Mai 1866 die neue Kirche geweiht werden konnte, harrte nur ihre Inneneinrichtung noch der Vollendung.
Weil das Schiff und der Glockenturm nicht mehr zum Erweiterungsbau passten, wurde 1885 ein Neubau dieser beiden Teile der Kirche begonnen. Der Grundstein wurde am 18. Juni 1885 gelegt, die Weihe der im neoromanischen Stil konnte bereits am 13. September 1886 stattfinden.
Der 1909 angetretene neue Pfarrer Pierre Nicolay (1877–1941, Amtszeit 1909–1926) setzte sich für ein neues, aus vier Glocken bestehendes melodischeres Geläut ein, das schließlich von der Fonderie Jeanne d'Arc à Robécourt gegossen und am 18. September 1911 geweiht wurde. Die Kosten betrugen rund 14.000 Mark (entspricht heute ungefähr 96.000 EUR).
Die Kirche heißt Notre-Dame de l'Assomption, weil sie das Patrozinium Mariä Aufnahme in den Himmel trägt. Ihr Pfarrfest wird folglich am 15. August gefeiert.

### Zweimalige Rettung der Kirchenglocken

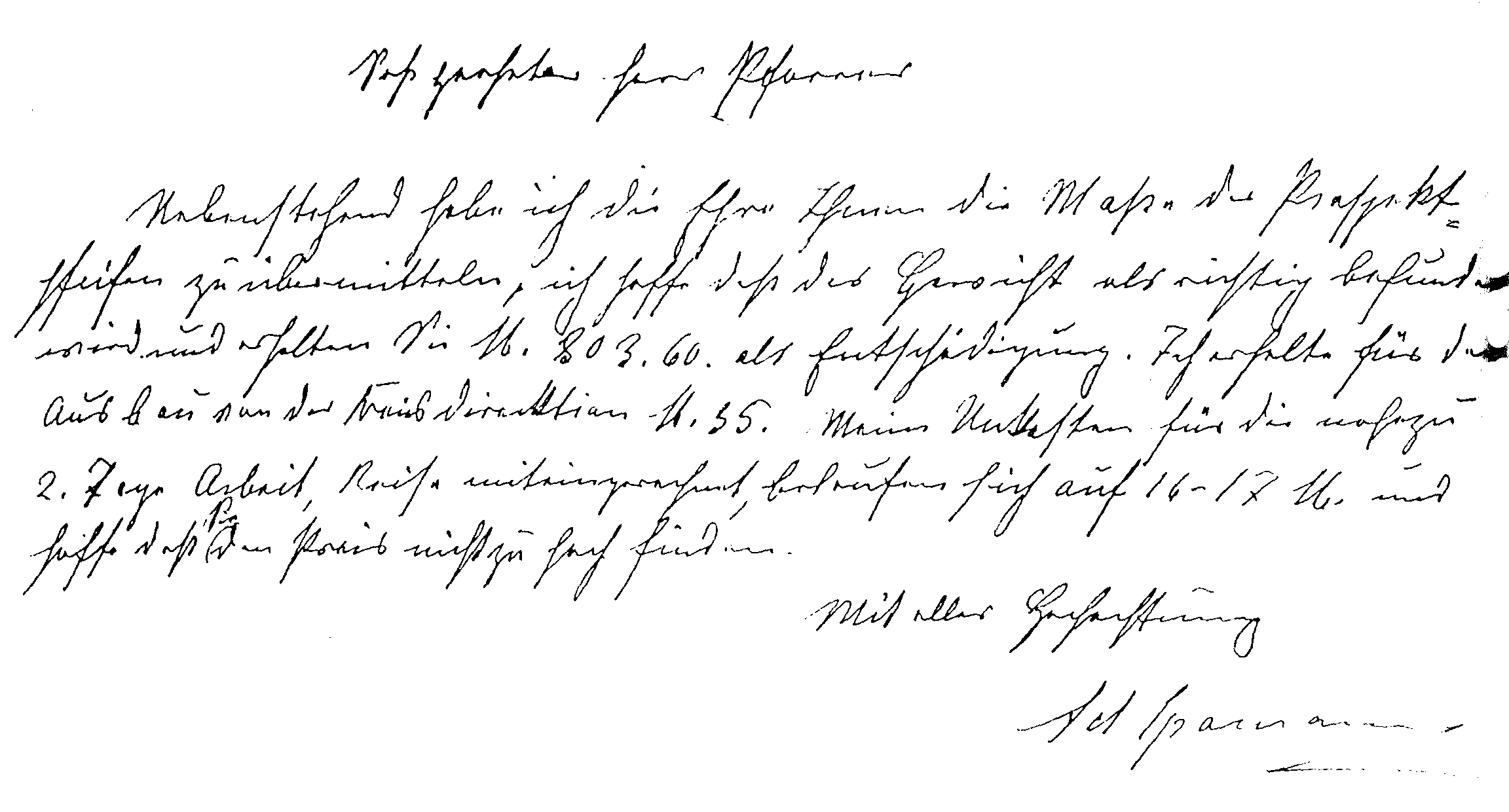
Mitteilung des Orgelbauers Adrian Spamann an Pfarrer Alphonse Remigy aus dem Jahr 1917 über die vorgesehene Entschädigung für die Ablieferung der Orgelpfeifen

Der unmittelbar bevorstehende Erste Weltkrieg hätte eigentlich den erneuten Verlust der seit mehr als 100 Jahren vom Pech verfolgten Glocken zur Folge gehabt (siehe Glockenfriedhof), und auch im Zweiten Weltkrieg hätten sie eingeschmolzen werden müssen. Sie konnten jedoch in beiden Fällen gerettet werden, weil zwei Pfarrer große Risiken auf sich nahmen. Im Jahre 1917 erwirkte François Xavier Pierre Nicolay zunächst eine Zurückstellung der Glocken; über eine 1918 ergehende erneute Anordnung zur Ablieferung setzte sich der Pfarrer einfach hinweg. Im Jahre 1941 schrieb die Kreisleitung Diedenhofen an Alphonse Remigy (1911–1993, Amtszeit 1940–1992), „daß die vier Glocken der Pfarrkirche Schwerdorff hängen bleiben können, betrf. Untersuchung durch Sachverständige“. Remigy ersetzte das Wort können durch müssen. Als er das so gefälschte Schreiben dem Bautrupp vorlegte, der schon mit der Abnahme der Glocken begonnen hatte, ließ der Vorarbeiter die Demontage einstellen.
Auch die Zinnpfeifen der Orgel sollten im Rahmen der Metallspende während des Ersten Weltkrieges abgeliefert werden. Nachdem der Orgelbauer Adrian Spamann sie bereits ausgebaut und eine Entschädigung in Höhe von 803,60 Mark (entspricht heute ungefähr 2.400 EUR) berechnet hatte (6,30 Mark pro Kilo zuzüglich 35 Mark für den Ausbau), wurden die Pfeifen in der Volksschule gelagert. Dort gerieten sie glücklicherweise in Vergessenheit, sodass sie nach Kriegsende wieder eingebaut werden konnten, wobei sich Spamanns penible Aufzeichnungen als hilfreich erwiesen.
Die 100-Jahr-Feier der Kirchenweihe wurde am 21. September 1986 begangen.

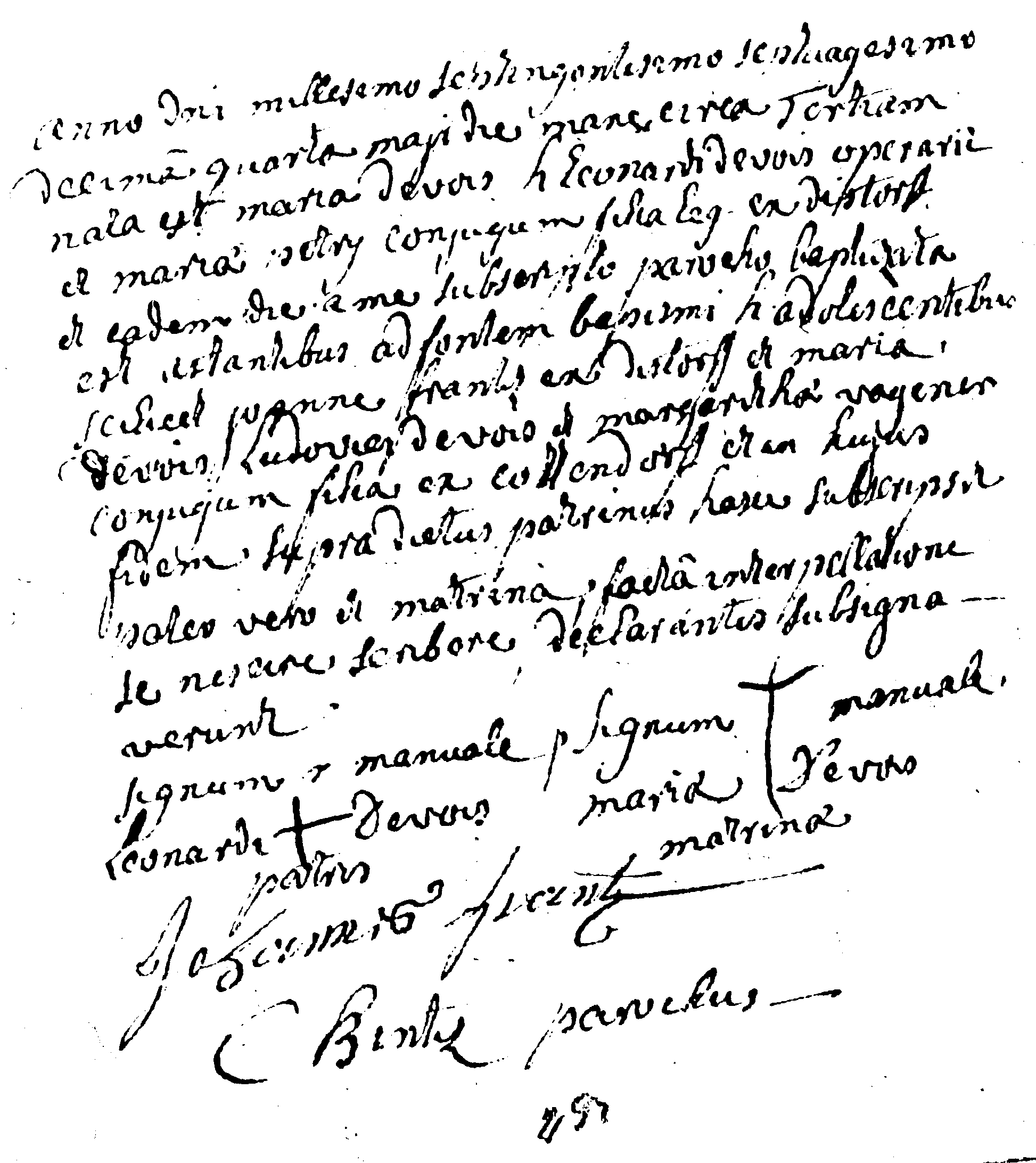
Taufeintrag von Maria Devois im Kirchenbuch von Schwerdorff, am 14. Mai 1770 von den Eltern Leonard Devois und Maria Devois geb. Petry mit einem Kreuz als Handzeichen unterzeichnet, beglaubigt von Pfarrer Christophe Bintz

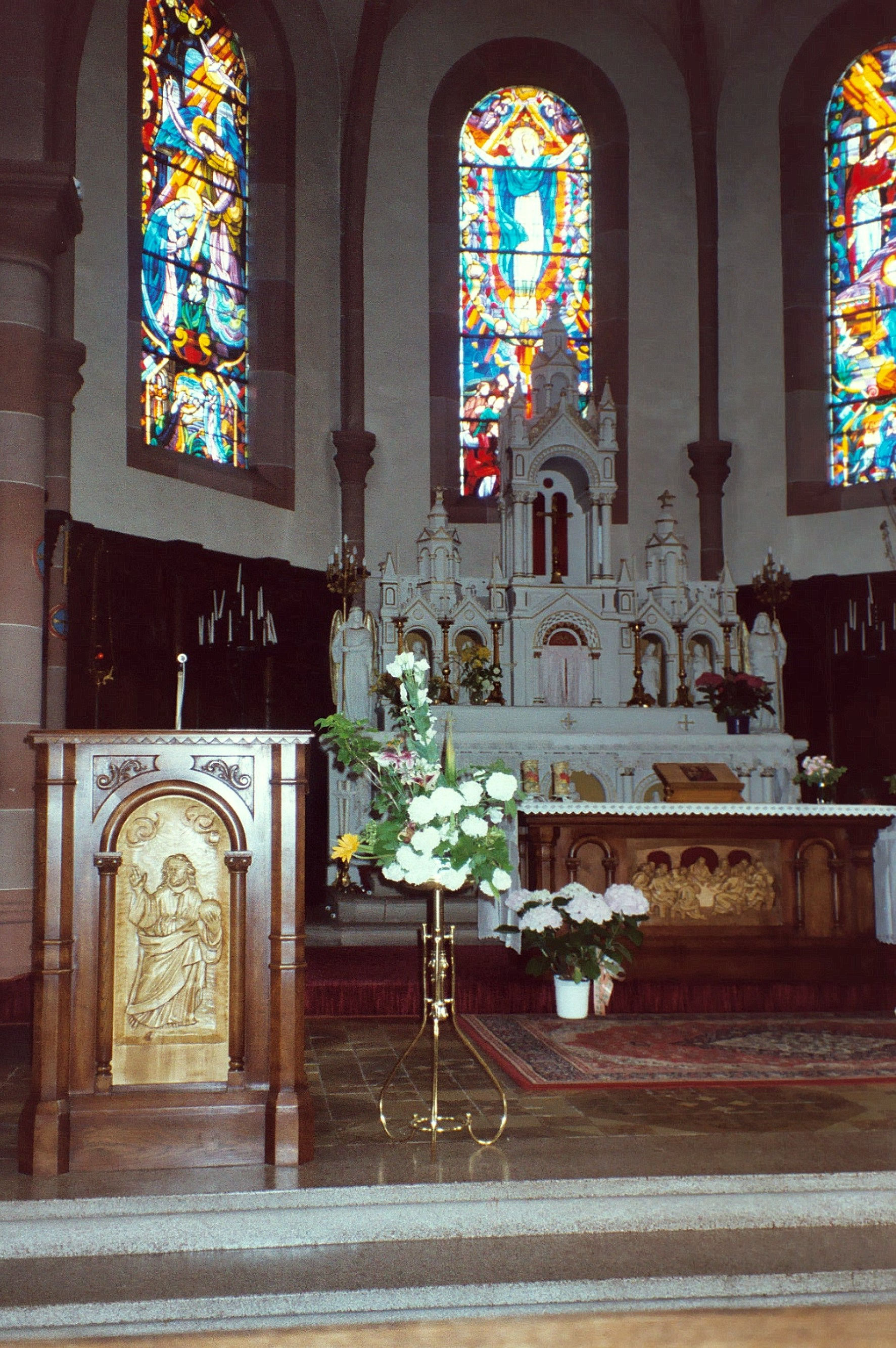
Altar der Dorfkirche
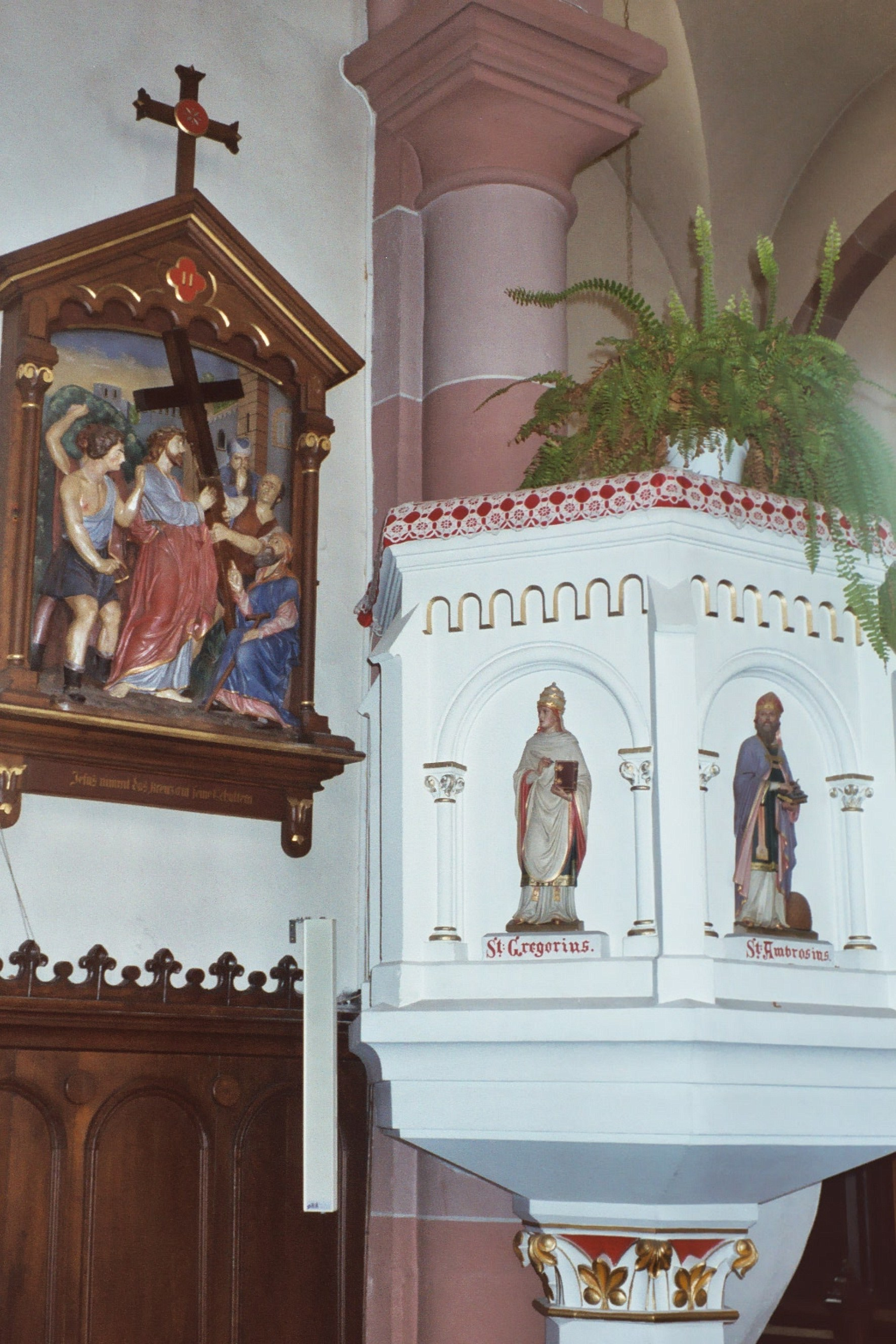
Kanzel der Dorfkirche
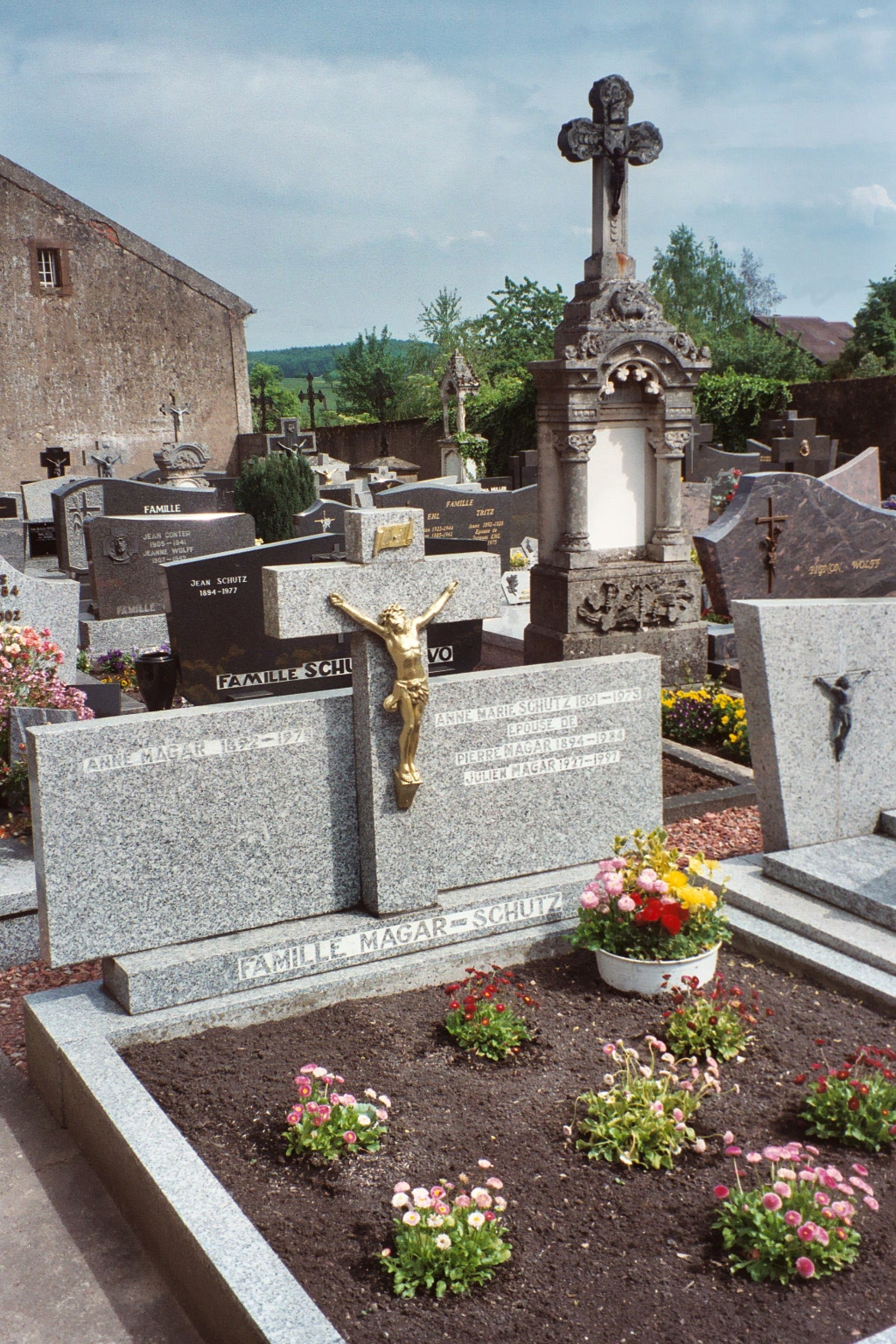
Der Friedhof

## Persönlichkeiten
- Ludwig Steines (1881– nach 1949), Jurist und Landrat des Landkreises Ottweiler